# Хажлинский, Фридрих Август
Фри́дрих А́вгуст Ха́жлинский фон Ха́жлин, также Фри́дьеш А́гошт Хажлинский (нем. Friedrich August Hazslinszky von Hazslin, венг. Hazslinszky Frigyes Ágost, 1818—1896) — венгерский ботаник-криптогамист.

## Биография
Родился в Кешмарке (ныне — Кежмарок, Словакия) 6 января 1818 года. Окончив школу в родном городе, изучал философию и теологию в Кешмаркской высшей грамматической школе. В 1842—1843 годах учился ботанике и химии в Дебреценском протестантском колледже. В 1845 году Хажлинский поступил в Венский технический университет, где учился ботанике, геологии, палеонтологии, химии, физике.
С 1846 года Фридрих Август Хажлинский преподавал математику и естественные науки в Эперьешском лютеранском колледже, впоследствии длительное время являлся его директором. В свободное время он изучал видовой состав флоры и микобиоты региона, издал несколько публикаций по микологии.
Скончался Фридрих Август Хажлинский в Эперьеше (ныне Прешов) 9 ноября 1896 года.
Основной гербарий лишайников, собранный Хажлинским, хранится в Венгерском музее естественной истории в Будапеште (BP). Также его образцы имеются в Ботаническом музее Берлин-Далем (B), Музее Филда в Чикаго (F), Музее естественной истории во Флоренции (FI), Тирольском государственном музее в Инсбруке (IBF), Национальном гербарии Нидерландов в Лейдене (L, WAG), Татранском музее в Попраде (POP), Южноафриканском национальном институте биоразнообразия (SAM), Уппсальском университете (UPS), Венском музее естественной истории (W).

## Некоторые научные работы
- Hazslinszky, F.A. A magyar birodalom zuzmó-flórája. — Budapest, 1884. — viii + 304 p.
- Hazslinszky, F.A. A magyar birodalom moh-flórája. — Budapest, 1885. — viii + 280 p.
- Hazslinszky, F.A. Magyarország s társországainak Sphaeriái. — Budapest, 1892. — 333 p.
- Hazslinszky, F.A. Magyarhon és társországainak husos gombái. — Budapest, 1895. — 216 p.

## Роды, названные в честь Ф. Хажлинского
- Hazslinszkya Körb., 1861 [= Melaspilea Nyl., 1857]